# Лист Володимирської громади 1324 року
Лист Володимирської громади 1324 року — історичний документ, найдавніша актова памʼятка з історії міста Володимир.
Лист в історіографії представляється доказом існування у Володимирі місцевого самоврядування (у листі згадуються «консули» м. Володимира). Однак, невирішеним є питання чи у Володимирі на той час (1324 р.) існувало самоврядування тільки місцевої німецької колонії чи усього міста.
Згадані в листі Бертрам Русин і його брат Николай могли, бути членами німецької колонії м. Володимира.

## Опис
Лист написаний на пергаменті розміром 12 х 29 см, латинською мовою. Текст є лише на лицевому боці. На зламі праворуч почерком ХІХ століття написана цифра «1324». Разом з документом збереглася печатка міста Володимира. Вона знаходилася ззовні документа, служачи засобом для опечатування грамоти. Три прорізи на пергаментному аркуші свідчать, що документ, який складався лицевим боком усередину і творив своєрідний конверт, зверху зав'язувався пергаментним пояском. До нього, щоб забезпечувати збереження і непорушність документа, була прикріплення печатка. Печатка відтиснута у восковій кустоді натурального кольору, округла (діаметр близько 6 см), має однобічне зображення. Зображення святого Юрія на коні (повернутий по-геральдичному вправо), який списом убиває змія. Зберігся лише фрагмент печатки. Михайло Грушевський ідентифікував напис на печатці як «s. civitatis ladimiriensis».
Лист містить усі елементи повної дати — число дня, назву місяця і рік. Віднайдення (Обрітення) святого Христа припадає, згідно з латинським календарем, на 3 травня.

## Текст
лат. Viris honorabilibus et discretis dominis consulibus ac vniuersitati in Stralsund consnles ac vniuersitas civitatis ladimiriensis cum fidelitate ad omnia ce beniuolos et paratos. Noueritis coram nobis racionabiliter esse protestatum, quod Bertramus Ruthenus et Nicolaus exhibitor presenscium fratres nostri conciues habuerunt in naue nuper in terrninis principis Rugianorum sumbersa seu periclitata per glaciem ХХХІШ pannos, inter quos sunt XIIII yprenses, ceteri sunt dornenses et poprenses, quos sibi idem Nicolaus in Flandria comparauit et deposuit in dicta naue ad deferendum sub sua euentura pariter et fortuna, qui panni tune eorum fuerunt et adhuc sunt nec alicuius alterius, iidem etiam Bertramus et Nicolaus tune et nunc nostri fuerunt et sunt ciues predilecti. Super liijs ad nos habere debetis respectum firmum et securum. In cuius rei testimonium nostrum sigillum presentibus est affixum. Rogantes affectuose, quatinus intuitu iusticie ac respectu nostri perpetui seruicii efficere dignemini, quod predicti panni eidem Nicolao et ad manus sui fratris supradicti libere ac intergraliter restituantur. Datum anno Domini millesimo CCCXXIIII, in invencione sancte crucis.
укр. Вельмишановним і значним панам радникам і общині Штральзунда — райці і громада міста Володимира щиро готові до ласкавих послуг.
Знайте, що наші брати й співгородяни Бертрам Русин і Миколай, пред'явник цього листа, небезпідставно поскаржилися перед нами, що вони у землях володаря ругіїв недавно зазнали небезпечної аварії в льодах, маючи на своєму кораблі 34 [сувої] тканин, серед яких 14 іпрських, а решта — турнейські і поперінгські, що були закуплені у Фландрії і навантажені на згаданий корабель вказаним Миколаєм за його власні кошти для перевезення з метою одержання прибутку. Отже, як тоді ці тканини були їхньою власністю, так і тепер не належать нікому іншому. Згадані ж Бертрам і Миколай як раніше, так і тепер були і є шановними городянами нашого міста, у чому ви, покладаючись на нас, можете мати тверду і надійну гарантію.
На підтвердження чого до цього листа підвішена наша печатка.
Ласкаво просимо, щоб ви з огляду на справедливість і нашу незмінну готовність до послуг зволили вільно і без перешкод повернути згадані тканини до рук вказаного Миколая та його брата.
Дано року Божого 324, на день Обрітення Святого хреста.

## Оригінал
Оригінал листа зберігається в архіві м. Штральзунда (сигнатура: Rathsarchiv, Schrank І, Schieblade 28)

## Публікації
- Hansisches Urkundenbuch herausgegeben vom Verein für hansische Geschichte, bearbeitet von Konstantin Höhlbaum, Band II, 1879, 4. 420 (c. 178)
- Лист Володимирської громади з 1324 р. (факсиміле листу й печатки) / М. Грушевський // Записки товариства імені Шевченка: вид-во, присвяч. науці і письменству укр.-рус. народу. — Львів: Накладом Т-ва імені Шевченка. — 1906. — Т. 72, кн. 4. — C. 5-8.